# David Stark (författare)
David Stark, född 1 augusti 1970, är en svensk journalist, författare, förläggare och kommunikationsstrateg. Stark har tillsammans med medförfattaren Stellan Löfving gett ut böckerna Skum kanin med ananassmak: särskrivningar och andra språkgrodor, Ärtor suger snaps: Sveriges 99 roligaste skyltar - fler särskrivningar och språkgrodor samt En riktig skitbok
. Tillsammans driver Stark och Löfving även den svenska humorsidan Skyltat. 
David Stark har en bakgrund som journalist på nyhetsbyrån TT Spektra, chefredaktör för Uppdragsmedia
 och strateg på kommunikationsbyrån Intellecta Corporate. 2016 startade han Pug Förlag, ett bokförlag som specialiserat sig på humor-, present- och faktaböcker. 